# 96時間/レクイエム
『96時間/レクイエム』（きゅうじゅうろくじかん レクイエム、原題：Taken 3、別題：Tak3n）は、2014年に制作されたアクションスリラー映画。リーアム・ニーソン主演、リュック・ベッソンとロバート・マーク・ケイメン脚本による『96時間シリーズ』の第三作目にして最終章。監督は前作『96時間/リベンジ』のオリヴィエ・メガトン。

## ストーリー
元CIA工作員のブライアン・ミルズは娘キムを訪ねて誕生プレゼントを渡す。元妻レノーアをディナーに誘うが断られる。レノーアはブライアンのアパートに来て夫婦関係の問題の事を話す。
翌日、ブライアンはレノーアから朝食を一緒に摂ろうというメールをもらう。ブライアンが頼まれたベーグルを買いに出かけて自宅へ戻ると、寝室でレノーアが死んでいた。そこに警察が現れてブライアンを元妻殺害の容疑で逮捕しようとする。しかし、ブライアンは警官を倒し、その場から逃亡する。フランク・ドッツラー警部はブライアンの経歴を調べ、指名手配する。
隠れ家で武器と装備を整えたブライアンは警察の車輌保管場所に忍び込み、レノーアの自動車からGPSの記録をコピーして、彼女が郊外のガソリンスタンドに行った事を知る。ブライアンは警察官を装ってガソリンスタンドを訪れ、防犯カメラの映像を調べ、彼女が手に入れ墨のある男たちに拉致された映像を見る。だがそこに刑事たちが同じ目的でやって来て、ブライアンがいることを知り逮捕する。連行される途中でブライアンはパトカーを奪取してカーチェイスの末に脱走し、警察のコンピューターから通話記録をダウンロードする。以前の仲間を通じて、レノーアの葬儀に出るキムと連絡を取り、「普段どおりの行動」を守るようにと伝える。キムはいつものようにコンビニに買い物に行き、いつもの場所に陳列されたドリンクを手に取ると「すぐに飲め」と書かれたメモを見つける。その指示に従った彼女は大学で吐き気を覚えてトイレに行き、そこでブライアンと会う。ブライアンは吐き気を消す薬をキムに与える。ブライアンは、ドッツラーが無断でキムにつけた盗聴器を一時無力化すると、真犯人を探すから安全な場所にいろと告げる。キムは妊娠したことを打ち明け、義父のスチュアートが何かに怯えてボディーガードを雇ったとも明かす。そこへ異変に気付いた警官たちが迫るが、ブライアンは脱出に成功する。
ブライアンはマリブへ向かうスチュアートの車を尾行するが、別のSUVに追われて車は崖から押し出される。ブライアンは生き伸びて車をジャックし、ロシア人の襲撃者たちをガソリンスタンドの売店まで追いかけるが、雇い主の名を白状させることには失敗する。彼らの手には入れ墨が刻まれていた。ブライアンはステュアートを拉致して尋問する。スチュアートは元スペツナズのオレグ・マランコフと闇商売をしていたが借金を返せなかったこと、マランコフがレノーアを殺したこと、ブライアンの正体をマランコフに話したことを告白する。
スチュアートと仲間の助けで、ブライアンはマランコフのペントハウスに侵入する。激しい銃撃戦と格闘の末、致命傷を負ったマランコフは一連の事件の真相と黒幕を告白する。スチュアートがレノーアの計画殺人を思いつき、保険金の1200万ドルをせしめようとしたのだという。そして、マランコフがブライアンを殺し損ねたため、スチュアートは今度はブライアンにマランコフを殺すようしむけたとも。そのころ、スチュアートはブライアンの仲間のサムを撃ち、キムを誘拐し、保険金を持って逃げようとする。スチュアートのプライベートジェット機が離陸しようとした時、ブライアンは警察の追跡を振り切ってマランコフのポルシェで空港に現れる。ブライアンは離陸寸前の前輪に体当たりすることで飛行機を止め、スチュアートを殺そうとするが、キムの懇願で思いとどまる。再び悪事を働いたり刑期の短縮を図ろうとした場合には最後の罰を与えるとスチュアートに警告する。ドッツラーと警官隊が現れてスチュアートを逮捕し、ブライアンの容疑は晴れる。
一件落着の後、キムは生まれる子供に母の名前「レノーア」と付けるつもりだとブライアンに話す。

## 登場人物・キャスト
ブライアン・ミルズ
演 - リーアム・ニーソン、日本語吹替 - 石塚運昇
主人公。CIAの元工作員にして、最強の父親。相変わらず、娘キムを深く愛している。前作での事件以降、元妻レノーアとの仲が再び親密になっていたが、ある日自分の部屋でレノーアが何者かに殺害されているのを発見し、真犯人の策略により殺人犯として警察から追われる身となってしまう。レノーアの仇を討つため、独自に捜査を開始し、犯人の次の標的がキムであると睨む。
サム、ケイシー、バーニーが経営している民間警備会社に従業員として所属していることが、エクステンデッド・カット版で追加されたシーンで判明する。
フランク・ドッツラー
演 - フォレスト・ウィテカー、日本語吹替 - 立木文彦
ロサンゼルス市警察の警部。鋭い洞察力を持ちブライアンも警戒するほどの切れ者。レノーアを殺害した容疑でブライアンを追跡するが、一方で事件の真犯人は別にいるという疑惑を持つようになる。ブライアンの身柄を確保するため、部下にキムを見張るよう指示する。考えごとをする際、チェスの駒や輪ゴムをいじる癖がある。
キム・ミルズ
演 - マギー・グレイス、日本語吹替 - 明石香織
ブライアンの娘。今作では、すでに大学生になっている。交際している彼氏との子供を妊娠していることが判明するが、それをブライアンに打ち明けることができずにいる。レノーアが殺害されたことをブライアンから知らされ、激しいショックを受ける。
レノーア・セントジョン
演 - ファムケ・ヤンセン、日本語吹替 - 深見梨加
ブライアンの元妻。愛称は「レニー」。ブライアンとの離婚後、スチュアートと再婚したが夫婦関係はすでに破綻してしまっており、前作の事件以降は再びブライアンに心惹かれていっているが、それでも自制しており不倫関係には至っていない。しかしブライアンの部屋で無残にも殺害された姿で発見される。
スチュアート・セントジョン
演 - ダグレイ・スコット、日本語吹替 - てらそままさき
レノーアの再婚相手。いくつもの会社を経営している大富豪。だが、レノーアとの夫婦関係はすでに破綻してしまっている。ある日、ブライアンの部屋を訪れ、彼にレノーアとはしばらく会わないでほしいと願い出る。レノーアが殺害された後、警察の警護が付く中で自身の護衛を雇うなど、何かに怯えた様子を見せる。
ブライアンに殺人の罪をなすりつけ、レノーアを殺した真犯人である。キムを誘拐し飛行機で逃げようとするも、ブライアンによって阻止され、警察に逮捕された。
オレグ・マランコフ
演 - サム・スプルエル、日本語吹替 - 斉藤次郎
ロシア系犯罪組織のボス。元スペツナズ所属の兵士で、アフガンにも派兵されていた過去を持つ。終戦後はソ連が崩壊するまで政府の裏仕事を請け負い、ソ連崩壊後は裏社会の大物として恐れられている。
サム・グロスマン
演 - リーランド・オーサー、日本語吹替 - 牛山茂
ブライアンの友人で元同僚。CIAの元工作員で通信のプロ。警察から追われるブライアンを手助けする。
ブライアン、ケイシー、バーニーと共に民間警備会社を経営しており、そこでCOOを務めていることが、エクステンデッド・カット版で追加されたシーンで判明する。
ケイシー・マーク
演 - ジョン・グリース、日本語吹替 - 谷昌樹
ブライアンの友人で元同僚。CIAの元工作員で爆破のプロ。警察から追われるブライアンを手助けする。オレグを襲撃する作戦の最中にスチュアートから撃たれて倒れるが、その後まだ息があることが示唆されている。
ブライアン、サム、バーニーと共に民間警備会社を経営しており、そこで副代表を務めていることが、エクステンデッド・カット版で追加されたシーンで判明する。
バーニー・ハリス
演 - デヴィッド・ウォーショフスキー、日本語吹替 - ふくまつ進紗
ブライアンの友人で元同僚。CIAの元工作員で狙撃のプロ。警察から追われるブライアンを手助けする。
ブライアン、サム、ケイシーと共に民間警備会社を経営しており、そこで社長を務めていることが、エクステンデッド・カット版で追加されたシーンで判明する。
ガルシア
演 - ドン・ハーヴェイ、日本語吹替 - 竹田雅則
ロサンゼルス市警察の刑事。ドッツラーの部下。
スミス
演 - ディラン・ブルーノ
ロサンゼルス市警察の刑事。ドッツラーの部下。
マキシム
演 - アンドリュー・ハワード
マランコフの部下。手の甲に刺青がある。
ジミー
演 - ジョニー・ウェストン
キムの彼氏。キムとの間に子供を授かる。

## 興行収入
アメリカにおいて、本作は公開初日に1470万ドルを稼ぎ出した。この数字は1月に公開された映画としては3番目に高いものである。結局、本作は公開初週末に4040万ドルを稼ぎ出し、週末興行収入ランキング初登場1位となった。この数字は前作『96時間/リベンジ』が公開初週末に稼ぎ出した興行収入（4900万ドル）を下回るものである。
日本では、公開初週末に動員9万3101人、興収1億2066万6200円を記録し、週末興行収入ランキング初登場5位となった。

## 評価
本作は批評家から酷評されている。映画批評集積サイトのRotten Tomatoesには93件のレビューがあり、批評家支持率は10%、平均点は10点満点で3.4点となっている。サイト側による批評家の意見の要約は「切れのないアクションシーンの連続、意図不明の演出、陳腐な脚本のために駄作となった。『96時間/レクイエム』は「96時間シリーズ」を終わらせるべきだと教えてくれる作品だ。」となる。また、Metacriticには28件のレビューがあり、加重平均値は26/100である。
しかし、観客からの評価は良好である。本作のCinemaScoreはB＋で、50歳以上の女性の観客にだけ限定するとA－の評価となっている。

## 続編
本作は『96時間シリーズ』の最終作として製作されたが、続編製作の可能性ついて主演のリーアム・ニーソンは、2015年1月9日に配信されたFOX411のインタビューで「みんながこのシリーズのキャラクターに親しみを感じているなら、第4作製作の可能性はある。僕自身もフォレスト・ウィテカーとはもう一度仕事をしてみたい。その願いが第4作で実現するなら素晴らしいことだ」とコメントしている。しかし、同年1月13日に配信されたYahoo!のインタビューで、ニーソンは「（第4作の製作が）実現するとは思えない」とも述べている。